# Дом здравља Ниш
Дом здравља Ниш је највећи здравствени центар примарне здравствене заштите у Србији, по организационој и кадровској структури, мрежи објеката и опремљености. Дом здравља Ниш је основан 31. децембра 1962. Организован је у десет организационих јединица које функционишу у централном објекту површине 15.000 m² и близу шездесет пунктова у граду Нишу и околним селима, са одговарајућом кадровском попуном и великим бројем специјалиста, примаријуса, магистара и доктора наука. Дом здравља Ниш је и научно - наставна база Медицинског факултета у Нишу.

## Историја
Непосредно пошто је након Другог светског рата, Ниш ослобођен, 14. октобра 1944, предузете су мере за брзо оснивање здравствених установа које би се бавиле здравственом заштитом грађана Ниша и околине.
Прво је основана Среска амбуланта, а убрзо потом и Дом здравља Среза нишког. Почетком 1945. у Нишу почињу да раде два дома здравља; Дом здравља „Црвени крст“ и „Дом здравља Бубањ“.
Дом здравља „Црвени крст“ наставља рад некадашњег Дома здравља Среза нишког, са затеченим медицинским кадром, а дужност првог управника преузео је др Војислав – Вова Петровић. Дом здравља „Бубањ“ размешта се у зграду бившег „Уреда“ и преузима улогу и обавезе комплетне специјалистичке службе некадашње Градске поликлинике. Први управник овог новоформираног дома био је др Владимир Димитријевић.
Крајем маја 1959. ова два дома се реорганизују и уводе нову организацију рада. Уместо њих формиран је већи број здравствених станица у граду. 
Тада се веровало да ће приближавање болесницима дати боље резултате лечења, што се није у пракси показало као добро решење, па је 31. децембра 1962. у Нишу формиран јединствени Дом здравља,
У састав јединственог Дома здравља улазе бројне здравствене установе;
- Здравствене станице; „Расадник“, „Филип Кљајић“, „Ћеле-кула“, „Бубањ“, „Борис Кидрич“, „12. фебруар“, „Јелашница“,
- Амбуланте у „Горњем Матејевцу“ и „Горњој Топоници“,
- Завод за хитну помоћ,
- Стоматолошка поликлиника,
- Онколошки диспанзер.

Нешто касније у састав Дома здравља улазе и 
- Диспанзер за мајку и дете
- Диспанзер за жене.
- Здравствена станица „Ратко Павловић“
- Дом здравља у Гаџином Хану.

Нова организација довела је и до повећање броја запослених радника у Дому здравља, па је њихов број седамдесетих година 19. века нарастао на 450 запослених .
У складу са многобројним променама у законодавству тадашње Југославије (пре свега Закона о удруженом раду СФРЈ), 27. новембра 1978. Дом здравља се поново реорганизује, али овога пута у Сложену организацију удруженог рада основне здравствене заштите, коју су чиниле три радне организације; 
- Дом здравља у Нишу;
- Завод за медицину рада;
- Хитна медицинска помоћ.

У периоду од 14. маја 1979. до 31. априла 1984. директори ове сложене организације били су др Божидар Миленовић и др Ратомир Ђурашковић.
У току 1977. у Нишу је констатована неопходност изградње посебног здања Дома здравља, са свим неопходним садржајима. 24. јуна 1978. постављен је камен темељац и након бројних потешкоћа 4. новембара 1985. зграда Дома здравља је коначно завршена.
Годину дана пре усељења у нови објекат, 31. децембра 1984. Дом здравља се поново мења. Уместо некадашње три организације сада је Дом здравља сачињен од осам радних јединица, и то;
- Општа медицина;
- Зубно-здравствена заштита;
- Дечја диспанзерска служба;
- Диспанзер за жене;
- Специјалистичка служба
- Диспанзер за медицину спорта и здравствену заштиту студената;
- Хигијенско – епидемиолошка и поливалентна патронажа;
- РЈ за правно-економске послове и развојно – техничка служба.

Пре усељења у нови објекат дужност директор преузима др Властимир Митић, и на челу ове здравствене институције остаје до фебруара 2000. Затим настају бројне смене у руководству дома здравља и дужност директора обављају; др Братислав Стојковић, др Димчо Христов, др Тугомир Поповић, др Драгослав Бошковић и др Мирјана Миловановић.

## Дом здравља данас
Данас је Дом здравља Ниш највећа здравствена установа овог типа у Србији која збрињава око 300.000 становника нишке општине, али и велики део становника југоисточне Србије. Дом здравља је модерна установа коју сачињавају следеће организационе јединице;
1. Стручни колегијум (саветодавно тело, директора (чији је задатак разматрање одређених стручних и организационих питања из делокруга рада Дома здравља);
2. Управни одбор и три синдиката,
3. Десет организационих јединица;
- Општа медицина,
- Здравствена заштита деце и омладине,
- Здравствена заштита жена,
- Стоматолошка заштита,
- Специјалистичко консултативна и дијагностичка служба,
- Лабораторијска и рендген дијагностика,
- Кућно лечење и медицинска нега,
- Превентивна здравствена заштита,
- Медицина спорта и
- Правно-економска и развојно-техничка јединица.